# Trioblattella eudromielloides
Trioblattella eudromielloides är en kackerlacksart som först beskrevs av Morgan Hebard 1921.  Trioblattella eudromielloides ingår i släktet Trioblattella och familjen småkackerlackor. Inga underarter finns listade i Catalogue of Life.